# Mjanma na Letnich Igrzyskach Olimpijskich 2024
Mjanma na Letnich Igrzyskach Olimpijskich 2024 – występ kadry sportowców reprezentujących Mjanmę na igrzyskach olimpijskich, które odbyły się w Paryżu we Francji, w dniach 26 lipca – 11 sierpnia 2024.
Reprezentacja Mjanmy liczyła dwóch zawodników – kobietę i mężczyznę, którzy wystąpili w 2 dyscyplinach.
Był to dziewiętnasty start reprezentacji Mjanmy na letnich igrzyskach olimpijskich.

## Skład reprezentacji

### Badminton
| Zawodnik         | Konkurencja | Faza grupowa     | Faza grupowa     | Faza grupowa | 1/8 finału       | Ćwierćfinały     | Półfinały        | Finał            | Finał | Źródło |
| Zawodnik         | Konkurencja | Przeciwnik Wynik | Przeciwnik Wynik | Poz.         | Przeciwnik Wynik | Przeciwnik Wynik | Przeciwnik Wynik | Przeciwnik Wynik | Poz.  | Źródło |
| ---------------- | ----------- | ---------------- | ---------------- | ------------ | ---------------- | ---------------- | ---------------- | ---------------- | ----- | ------ |
| Thet Htar Thuzar | Singel (k)  | Yamaguchi P 0-2  | Li P 0-2         | 3.           | NQ               | NQ               | NQ               | NQ               | 27.   | [ 1 ]  |

### Pływanie
| Zawodnik       | Konkurencja            | Eliminacje | Eliminacje | Półfinał | Półfinał | Finał | Finał | Źródło |
| Zawodnik       | Konkurencja            | Czas       | Poz.       | Czas     | Poz.     | Czas  | Poz.  | Źródło |
| -------------- | ---------------------- | ---------- | ---------- | -------- | -------- | ----- | ----- | ------ |
| Phone Pyae Han | 100 m st. dowolnym (m) | 55.56      | 73.        | NQ       | NQ       | NQ    | NQ    | [ 2 ]  |